# Orthocladius stagnicola
Orthocladius stagnicola är en tvåvingeart som beskrevs av Maurice Emile Marie Goetghebuer 1948. Orthocladius stagnicola ingår i släktet Orthocladius och familjen fjädermyggor. Inga underarter finns listade i Catalogue of Life.